# Sierra de Santa Cruz (ås i Spanien, Aragonien)
Sierra de Santa Cruz är en ås i Spanien.   Den ligger i provinsen Provincia de Zaragoza och regionen Aragonien, i den centrala delen av landet, 190 km öster om huvudstaden Madrid.